# Лямин (река)
Лямин — река в Ханты-Мансийском автономном округе России, правый приток Оби.

## География
Лямин образуется слиянием рек Первый Лямин (справа; манс. Еминглеминг, ещё местные её называют Святая Лямин) и Второй Лямин (слева; манс. Ехминглеминг, Боровая Лямин) на северо-западе Сургутского района Ханты-Мансийского автономного округа на высоте 52 м над уровнем моря; в 10 км ниже этого места в Лямин слева впадает его крупнейший приток Третий Лямин (манс. Мевтинглеминг, Язёвая Лямин). Все три реки берут начало на высоте 120—140 м в болотах на водораздельной возвышенности Сибирские Увалы, которая простирается на севере Средней Оби параллельно её руслу.
Лямин течёт по заболоченной таёжной местности Западно-Сибирской низменности в южном и юго-восточном направлении; русло очень извилистое с множеством меандров. Лямин впадает в Обь у деревни Лямина, в 90 км к западу от Сургута, место впадения находится на высоте 24 м над уровнем моря.
Первый, Второй и Третий Лямин текут по очень заболоченной местности, почти сплошь покрытой множеством озёр разного размера. Эта озерно-болотная низменность продолжается на юг по левому берегу собственно Лямина к самой Оби; из этих болот в Лямин стекают многочисленные мелкие притоки. Правый берег Лямина повышен, с холмами высотой до 80—100 м. Эта возвышенность является водоразделом, ограничивающий речной бассейн, поэтому справа в Лямин впадают только мелкие ручьи длиной не более нескольких километров.
Река Третий Лямин — единственный значительный приток Лямина — впадает в него в верховьях в 10 км от начала. Из многих правых притоков среднего и нижнего течения наибольшая Юмаяха, остальные — Росъяха, Туяун, Амкуяха и другие — незначительные.

## Гидрология
Длина 420 км, площадь бассейна 14 000 км². Среднегодовой расход воды — в 166 км от устья около поселения Горшково в 1951—1990 годах, составляет 100 м³/с. Многолетний минимум стока наблюдается в марте (34 м³/с), максимум — в июне (240 м³/с). За период наблюдений абсолютный минимум месячного стока (22,4 м³/с) наблюдался в марте 1969 года, абсолютный максимум (394 м³/с) — в мае 1976.

## Инфраструктура
Лямин судоходен на 170 км от устья до бывшего села Горшково.
Бассейн Лямина лежит полностью в пределах Сургутского района Ханты-Мансийского автономного округа. В настоящее время единственными постоянными поселениями на Лямине являются посёлок Горный в низовьях и села Лямина и Песчаное вблизи устья; малые села Горшков и Дарко-Горшковский, существовавших в среднем течении, были заброшены в 1970—1990-е годы.
Начиная с 1970-х годов в окрестностях Лямина происходит разработка месторождений нефти и природного газа, в частности Сахалинского и Каминского. Впрочем, эта деятельность мало повлияла на экологическое состояние самого Лямина, который остается одним из самых чистых рек Ханты-Мансийского округа. Благодаря слабому антропогенному воздействию река очень богата рыбой и пользуется большой популярностью среди местных рыбаков-любителей.

## Притоки
- 7 км: протока Чиик
  - 8 км: Кантльяун (длина — 66 км)
- 16 км: река без названия
- 58 км: Коутльигый
- 74 км: Яумынъяун
- 91 км: Кедровая
- 96 км: Санкиинкъяун (длина — 62 км)
- 110 км: Амкуяха
- 135 км: Туяун
- 157 км: Тыхлингъяун
- 176 км: Росъяха
- 177 км: Петнгаёган (Пелнгаёган)
- 184 км: Тотымаяун (длина — 92 км)
- 192 км: река без названия
- 202 км: Юмаяха (длина — 148 км)
- 243 км: Карпама
- 264 км: Ямкальайюган
- 268 км: Лямин 3-й (длина — 83 км)
- 281 км: Лямин 1-й (длина — 133 км)
- 281 км: Лямин 2-й (длина — 210 км)

## Данные водного реестра
По данным государственного водного реестра России относится к Верхнеобскому бассейновому округу, водохозяйственный участок реки — Обь от города Нефтеюганск до впадения реки Иртыш, речной подбассейн реки — Обь ниже Ваха до впадения Иртыша. Речной бассейн реки — (Верхняя) Обь до впадения Иртыша.